# Marcello Mochi Onori
Marcello Mochi Onori (Perugia, 8 settembre 1946 – Pesaro, 4 ottobre 2017) è stato Segretario Generale della Conferenza delle Regioni e delle Province autonome e Direttore del Centro Interregionale Studi e Documentazione (Cinsedo) dal 1985 al 2017.

## Biografia
Figlio di Dudda Rossi e di Manuzio Mochi Onori, dirigente di Confindustria, nasce a Perugia, ma affronta gli studi liceali al collegio San Giuseppe di Roma. Nel 1971 si laurea all'Università degli Studi "La Sapienza" in scienze politiche, discutendo una tesi sulla Banca europea per gli investimenti con il professor Claudio Zanghi. Sempre a Roma consegue una seconda laurea, questa volta in giurisprudenza, con una tesi di diritto internazionale sull'organizzazione nazionale del lavoro, discussa con il professor Roberto Ago. Nella capitale conosce Maria Stella, professoressa universitaria, che nel 1973 diventa sua moglie e che gli dà due figli, Matteo e Anna.
Nei primi anni '80 entra in contatto con il gruppo di ricercatori e studiosi che affiancano il Ministro per gli affari regionali Aldo Aniasi, partecipando attivamente alla raccolta dei materiali e alla stesura del Rapporto 1982 sullo stato delle autonomie del Ministro per gli Affari regionali. In quegli anni è assunto come dirigente dalla Regione Toscana e stabilisce una serie di relazioni e collaborazioni con altri dirigenti il cui lavoro comune è la base per far nascere nel 1981 a Pomezia la Conferenza dei Presidenti delle Regioni e delle Province autonome. Lo stesso nucleo di collaboratori nello stesso anno costituisce il Centro Interregionale Studi e Documentazione (Cinsedo), struttura operativa, tecnica e giuridica alla quale sono demandate le funzioni di segreteria della neonata Conferenza dei Presidenti.
Proprio in quegli anni Mochi Onori è tra i dirigenti delle Regioni e delle Province autonome che più attivamente collaborano per la realizzazione di una sede istituzionale per la concertazione fra i governi regionali e l’Esecutivo nazionale. Un lavoro intenso che porta alla nascita della Conferenza Stato-Regioni istituita in via amministrativa nel 1983 e disciplinata in modo più organico con la Legge che regolamenta nel 1988 l’attività del Governo e l’ordinamento della Presidenza del Consiglio dei Ministri (L.400/1988). E sono quelli gli anni in cui diventa operativo il Centro Interregionale Studi e Documentazione (Cinsedo). Marcello Mochi Onori segue la fase costitutiva del Centro collaborando alla stesura del primo Statuto (e successivamente alla sua revisione) e il 16 gennaio 1985 è nominato direttore di tale struttura.
Il Cinsedo promuove ricerche, indagini, rilevazioni e studi attinenti all'ordinamento regionale italiano e al suo funzionamento. In quel periodo Mochi Onori costruisce per il Centro una rete di relazioni con alcuni giovani professori e ricercatori universitari che diventa un punto di riferimento per studiosi, politici, uomini delle istituzioni sempre più coinvolti e interessati dallo sviluppo delle istituzioni regionali. Nella sua prima fase di attività questo centro si avvale di un “Comitato scientifico” (poi “Gruppo di esperti”) di cui fanno parte Giorgio Pastori; Marco Cammelli; Michele Scudiero; Sergio Bartole; Luciano Vandelli; Ario Rupeni; Gian Candido De Martin; Giovanni Palmerio e Domenico Sorace.
Pietre miliari di questo lavoro intenso di ricerca sono i due “Rapporti” sulle Regioni Archiviato il 18 settembre 2018 in Internet Archive. pubblicati dalla Franco Angeli nel 1989 e nel 1994. Collaborano alla stesura dei rapporti, oltre a Marcello Mochi Onori (che ne cura contenuti, impostazione ed editing con i suoi più stretti collaboratori del Cinsedo) diversi docenti e ricercatori universitari.
Nel corso degli anni il Cinsedo pubblica altri volumi, ma l’attività di studio e ricerca cede progressivamente il passo alla funzione di Segreteria della Conferenza dei Presidenti delle Regioni e delle Province autonome, anch’essa prevista dallo statuto.
L’intensificazione di questo tipo di lavoro è dovuta anche al concretizzarsi di una serie di riforme. Tra la fine degli anni ’80 e gli inizi degli anni ’90 la Conferenza dei Presidenti delle Regioni e delle Province autonome è protagonista di un fervore riformatore che si snoda lungo la discussione che coinvolgerà ben tre commissioni bicamerali: Bicamerale Bozzi (1983-1985);  Bicamerale De Mita-Iotti (1993-1994) (a cui la Conferenza sottopone il “Verso la Carta delle Regioni”  del 5 marzo 1993) e la  Bicamerale D'Alema (1997) (a cui la Conferenza sottopone il documento “Riforma Costituzionale e federalismo” del 25 novembre 1997). Un periodo in cui la Conferenza delle Regioni elabora una serie di proposte e consegna alle istituzioni parlamentari diversi contributi fra i quali vale la pena di ricordare la “Carta delle Regioni d'Italia” (Milano, 19 marzo 1993) il “Le Regioni italiane verso il Duemila” (11 ottobre 1995). Un percorso che Mochi Onori cerca di stimolare anche attraverso passaggi simbolici nelle attività della Conferenza delle Regioni come l’inaugurazione della “Galleria delle Regioni” (il 4 novembre 1995) nel palazzo del Quirinale, un portico nel quale ancora oggi sventolano le bandiere delle Regioni d’Italia, l’invio provocatorio a tutti i capigruppo parlamentari di una sveglia con scritto sul quadrante “È l’ora delle riforme!" (il 23 luglio 1999), l’emissione nel 2004 di una serie di francobolli dedicati alle Regioni d’Italia, gli incontri con i presidenti della Repubblica Scalfaro, Ciampi, Napolitano e Mattarella (a Ciampi il presidente della Conferenza delle Regioni Vannino Chiti consegnerà tre vignette di Bucchi, Staino e Altan; con Mattarella sarà concertata una mostra sui presepi delle Regioni) e due audizioni con papa Giovanni Paolo II.
Un passaggio centrale è quello del decentramento amministrativo, avviato dal ministro Franco Bassanini, con la legge 59/1997 e l’attuazione realizzata con i decreti legislativi di attuazione frutto di un lavoro di concertazione sui tavoli coordinati dal Consigliere Alessandro Pajno (successivamente Presidente del Consiglio di Stato) a cui Mochi Onori e il suo staff collaborano attivamente.
Poi il processo di revisione costituzionale che porta prima alla indicazione (1995) poi alla elezione diretta dei Presidenti delle Regioni (L. cost. 1/1999) e poi nel 2001 alla riforma del Titolo V della Carta (L. cost. 3/2001).
Fasi che ovviamente determinano un mutamento delle funzioni e delle priorità del Cinsedo che in quanto Segreteria della Conferenza dei Presidenti delle Regioni e delle Province autonome diventa sempre più uno dei punti di riferimento lungo cui si articola la relazione fra lo Stato e le Regioni. Mochi Onori collabora attivamente al consolidamento e al rafforzamento della Conferenza, un organismo politico che sempre più spesso viene richiamato da disposizioni legislative e che diventa inevitabilmente uno degli attori della concertazione istituzionale.
In questa fase la Conferenza, anche su impulso del suo Segretario Generale, abbandona il meccanismo delle presidenze di turno semestrali e affida la guida ad un presidente, eletto da tutti i rappresentanti della Conferenza, restando in carica per una legislatura. Le attività routinarie, il consolidamento della prassi, l’intensificarsi delle riunioni della Conferenza Stato-Regioni a cui nel 1997 si è affiancata la Conferenza Unificata (di cui fanno parte oltre ai Presidenti delle Regioni anche i rappresentanti dei Comuni, designati dall’Anci, e delle Province indicati dall'Upi e il presidente dell'Uncem), portano prima (nel 1998) al mutamento del nome per cui la “Conferenza dei Presidenti delle Regioni e delle Province autonome” diventa, più semplicemente, la “Conferenza delle Regioni e delle Province autonome”, poi al consolidamento che sfocia nella stesura di un regolamento della Conferenza delle Regioni, frutto di un gruppo di lavoro coordinato proprio da Mochi Onori, approvato il 9 giugno 2005. Un testo snello che, oltre a codificare le prassi, permette stabilità e certezze maggiori all’iter dei lavori della Conferenza. 9 articoli frutto anche della esperienza, ormai ventennale, di Mochi Onori.
In questa fase il Cinsedo rafforza il proprio ruolo, diventando anche il punto di riferimento del lavoro delle Commissioni della Conferenza delle Regioni e delle Province autonome (tavoli istruttori e di coordinamento che riuniscono gli assessori competenti per le singole materie), strutturando le attività di comunicazione, le relazioni con l’Unione Europea e con il Parlamento e con le associazioni che riuniscono gli Enti Locali (Anci, Upi, Uncem).
Mochi Onori segue da vicino, guidando un osservatorio privilegiato come il Cinsedo, lo sviluppo e l’evolversi delle situazioni politiche e istituzionali, lavorando a fianco dei diversi presidenti della Conferenza delle Regioni che si sono succeduti. Lo aveva fatto nelle fasi iniziali, fra gli altri, con presidenti come Carlo Bernini, Rino Nicolosi, Ferdinando Clemente di San Luca, Antonio Boccia, Pier Luigi Bersani e Roberto Formigoni, e poi con Vannino Chiti, Enzo Ghigo, Vasco Errani, ma lo fa con rinnovato entusiasmo anche negli ultimi anni di attività con Sergio Chiamparino e Stefano Bonaccini.
Non trascura l’attività del Cinsedo (il Centro Interregionale studi e documentazione) di cui è direttore, in particolare rilanciando le attività di studio e documentazione attraverso seminari dedicati alle riforme istituzionali, alle attività produttive e con l’avvio di cicli di formazione europea (ancora oggi attivi). Persegue un ampliamento delle attività di informazione, seguendo da vicino l’impegno editoriale di Regioni.it, la pubblicazione di diversi dossier e di alcune pubblicazioni.
Nel 2004 la morte della moglie, dopo 13 anni di una malattia durante la quale il marito le è sempre accanto, segna profondamente l’ultima parte dell’esistenza di Mochi Onori che però, nonostante il grave lutto familiare, continua a lavorare con immutato impegno alla sua scrivania, fino a quando non sarà costretto a sospendere l’attività a causa di un male che nell’arco di pochi mesi lo porta al decesso, il 4 ottobre 2017.
L'11 gennaio 2018 i Presidenti delle Regioni e delle Province autonome decidono di intitolare la “storica” sala, dove si svolgono le loro riunioni, proprio alla memoria di Marcello Mochi Onori. Prevista per il 2019 l’istituzione di una “borsa di studio” di specializzazione post universitaria a lui intitolata.